# James Worrall
James Worrall, född 23 juni 1914, död 9 oktober 2011, var en friidrottare från Kanada. Han deltog vid olympiska sommarspelen 1936.